# Araneus mammatus
Araneus mammatus är en spindelart som först beskrevs av Archer 1951.  Araneus mammatus ingår i släktet Araneus och familjen hjulspindlar. Inga underarter finns listade i Catalogue of Life.